# Саак Дзоропореці
Саак Дзоропореці (вірм. Սահակ Ձորափորեցի також Дзорапореці, Дзоропорці, Дзорапорці — вірменський поет і музикант VII—VIII ст, 32-й Католикос всіх вірмен (677—703).

## Біографія
Народився в селі Аркунашен, гавара Дзоропор провінції Гугарк. Навчання пройшов у видного вардапета Теодора Кртенавора. Був єпископом гавара Ротпаціан провінції Утік. З 677 року — Католикос всіх вірмен. Під час його правління загострилися вірмено-візантійські відносини з одного, і вірмено-арабські відносини з іншого боку. Був взятий в полон імператором Юстиніаном, під час походу останнього на Вірменію в 692—693 роках. Жив у Константинополі в якості заручника до повалення Юстиніана в 695 році, після чого повертається до Вірменії. Займається відновленням відносин з Алуанською церквою, сприяє проповідуванню християнства серед гунів. У 702 році, разом з вірменськими князями, був заарештований арабським намісником Абдаллахом і відправлений в Дамаск. Після розгрому арабських військ вірменськими повстанцями в битві при Варданакерті, відправляється в Харан, щоб переконати полководця Мухаммеда ібн Укба не здійснювати каральну експедицію до Вірменії. Там і вмирає, встигаючи, однак, відправити Мухаммеду ібн Укба своє послання. Останній послухав благання загиблого католикоса, і скасував похід. Цей лист-заповіт Саака Дзоропорці зберігся в історичному творі Гевонда. Наступником на престолі католикоса став Елія Арчішеці.

## Творчість
Є автором великої кількості церковних віршів і промов. Найвідоміший з його творів — «Слово про Пальмову неділю» (вірм. «Ճառ Արմավենյաց». Продовжує справу Комітаса Ахцеці та, разом з Грзіком і Сюнеці, стає одним з реформаторів вірменської церковної музики в кінці VII століття. Автор перших шараканів, присвячених Хресту і Церкві. До наших днів дійшли близько 60-и його авторських пісень, серед яких особливе місце займає «Єдинорідний від Отця» (вірм. «Էջ Միածինն ի Հօրէ»). У цьому шаракані Саак повідомляє про походження Ечміадзинського монастиря. З інших пісень варто відзначити — «Радуйся, священна церква» (вірм. «Ուրախ լեր, սուրբ եկեղեցի»), «Зі знаком усепереможним» (вірм. «Որ նշանաւ ամենայաղթ»), «Про Святий Хрест» (вірм. «Ի Սուրբ Խաչն»), «Радійте сьогодні» (вірм. «Այսօր ուրախացեալ»), «Бездоганний Святий Хрест» (вірм. «Անապական Սուրբ զԽաչն»), «Піднесення Святого Хреста» (вірм. «Վերացման Սրբո Խաչին»), «Виявлення Хреста» (вірм. «Գյուտ Խաչին»). У творах Дзоропорці «Хрест» представляється як джерело життя на землі, всесвітня сила, непереможний символ. У деяких віршах присвячених Вірменській церкві, Саак називає її «дочкою Сіону», а Ечміадзін — «священним вівтарем світла». </br> У збірнику «Книга листів» зберігся також один із листів Саака теологічного характеру (691 м).